# Tiro nos Jogos Olímpicos de Verão de 2012 - Fossa olímpica dublê masculino
A prova da fossa olímpica dublê masculino do tiro nos Jogos Olímpicos de Verão de 2012 foi disputada no dia 1 de agosto no Royal Artillery Barracks, em Londres.
24 atletas de 19 nações participaram do evento. A competição consistiu de duas rodadas (uma de qualificação e uma final). Na qualificação, cada atirador efetuou disparos em 3 séries de 50 alvos cada. Nessa modalidade, os alvos são lançados em pares. Os 6 melhores atiradores desta fase avançaram à final. Nesta fase, os atiradores efetuaram disparos para mais 50 alvos. A pontuação total após todos os 200 alvos determinaram o vencedor.
O medalhista de ouro foi Peter Wilson, da Grã-Bretanha, a medalha de prata foi para o sueco Håkan Dahlby e o bronze para Vasily Mosin, da Rússia.

## Medalhistas
| Ouro   | GBR Peter Wilson |
| Prata  | SWE Håkan Dahlby |
| Bronze | RUS Vasily Mosin |

## Resultados

### Qualificação
| Pos. | Atleta                  | 1   | 2   | 3   | Total | Notas |
| ---- | ----------------------- | --- | --- | --- | ----- | ----- |
| 1    | GBR Peter Wilson        | 48  | 48  | 47  | 143   | Q     |
| 2    | RUS Vasily Mosin        | 48  | 45  | 47  | 140   | Q     |
| 3    | KUW Fehaid Al-Deehani   | 47  | 47  | 46  | 140   | Q     |
| 4    | RUS Vitaly Fokeev       | 44  | 48  | 47  | 139   | Q     |
| 5    | SWE Håkan Dahlby        | 45  | 46  | 46  | 137   | Q     |
| 6    | HUN Richárd Bognár      | 44  | 49  | 44  | 137   | Q     |
| 7    | QAT Rashid Al-Athba     | 43  | 46  | 47  | 136   |       |
| 8    | ITA Francesco D'Aniello | 48  | 44  | 44  | 136   |       |
| 9    | MLT William Chetcuti    | 43  | 47  | 45  | 135   |       |
| 10   | CHN Li Jun              | 40  | 47  | 47  | 134   |       |
| 11   | IND Ronjan Sodhi        | 48  | 44  | 42  | 134   |       |
| 12   | GBR Richard Faulds      | 39  | 46  | 48  | 133   |       |
| 13   | UAE Juma Al-Maktoum     | 42  | 45  | 46  | 133   |       |
| 14   | CHN Hu Binyuan          | 42  | 48  | 43  | 133   |       |
| 15   | RSA Alistair Davis      | 43  | 43  | 46  | 132   |       |
| 16   | USA Joshua Richmond     | 44  | 42  | 45  | 131   |       |
| 17   | BRA Filipe Fuzaro       | 44  | 44  | 43  | 131   |       |
| 18   | ITA Daniele Di Spigno   | 43  | 46  | 42  | 131   |       |
| 19   | OMA Ahmed Al-Hatmi      | 37  | 46  | 46  | 129   |       |
| 20   | AUS Russell Mark        | 43  | 41  | 44  | 128   |       |
| 21   | PUR José Torres Laboy   | 41  | 43  | 43  | 127   |       |
| 22   | USA Walton Eller        | 41  | 43  | 42  | 126   |       |
| 23   | CRO Anton Glasnović     | 38  | 34  | 42  | 114   |       |
| –    | DOM Sergio Piñero       | DNS | DNS | DNS | DNS   | DNS   |

### Final
| Pos.              | Atleta                | Qual. | Final | Total | Notas    |
| ----------------- | --------------------- | ----- | ----- | ----- | -------- |
| Medalha de ouro   | GBR Peter Wilson      | 143   | 45    | 188   |          |
| Medalha de prata  | SWE Håkan Dahlby      | 137   | 49    | 186   |          |
| Medalha de bronze | RUS Vasily Mosin      | 140   | 45    | 185   | S-off: 2 |
| 4                 | KUW Fehaid Al-Deehani | 140   | 45    | 185   | S-off: 1 |
| 5                 | RUS Vitaly Fokeev     | 139   | 45    | 184   |          |
| 6                 | HUN Richárd Bognár    | 137   | 45    | 182   |          |

Legenda
| Recorde mundial      | Recorde mundial (World record)               |                       | Recorde africano                      | Recorde africano (African) |                                           | Q | Classificado por posição (Qualified) |
| Recorde olímpico     | Recorde olímpico (Olympic record)            | Recorde da América    | Recorde da América (Americas)         | q                          | Classificado por melhor tempo (Qualified) |   |                                      |
| Melhor marca do ano  | Melhor marca do ano (World leading)          | Recorde asiático      | Recorde asiático (Asian)              | DNS                        | Não largou (Did not start)                |   |                                      |
| Recorde nacional     | Recorde nacional (National record)           | Recorde europeu       | Recorde europeu (European)            | DNF                        | Não terminou (Did not finish)             |   |                                      |
| Recorde pessoal      | Recorde pessoal do atleta (Personal best)    | Recorde da Oceania    | Recorde da Oceania (Oceania)          | DSQ / DQ                   | Desclassificado (Disqualified)            |   |                                      |
| Recorde da temporada | Recorde da temporada do atleta (Season best) | Recorde sul-americano | Recorde sul-americano (South America) | NM                         | Sem marca (No mark)                       |   |                                      |